# 대니얼 더리온

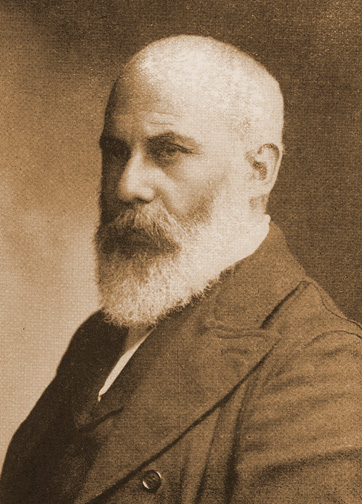
1902년의 더리온.

대니얼 더리온(Daniel De Leon, 1852년 12월 14일 – 1914년 5월 11일)은 미국의 사회주의 신문편집자, 정치인, 마르크스주의 이론가, 노조 조직가이다. 혁명적 산별노조주의, 일명 더리온주의의 선구자로 여겨진다. 1890년부터 죽을 때까지 미국 사회당의 지도적 인물로 활동했다.